# NGC 4846
NGC 4846 је спирална галаксија у сазвежђу Ловачки пси која се налази на NGC листи објеката дубоког неба.
Деклинација објекта је + 36° 22' 12" а ректасцензија 12h 57m 47,7s. Привидна величина (магнитуда) објекта NGC 4846 износи 13,7 а фотографска магнитуда 14,5. NGC 4846 је још познат и под ознакама UGC 8079, MCG 6-29-2, CGCG 188-32, IRAS 12554+3637, KUG 1255+366, KARA 561, CGCG 189-4, PGC 44362.